# Gemaal Fjouwerhûs
Gemaal Fjouwerhûs is een gemaal in Rohel in de Nederlandse provincie Friesland.
Het gemaal in buurtschap Vierhuis bij het Tjeukemeer is gebouwd in 1932 voor de bemaling van de voormalige waterschap De Groote Sint Johannesgasterveenpolder. Het gebouw staat tussen de Vierhuisterweg en de noordzijde van de N924. Aan de zuidzijde van de N924 werd in 2001 een nieuw gemaal gebouwd. Het oude gemaal werd in 2008 overgedragen aan de Stichting Waterschapserfgoed.